# Džem
Džem (eng. jam) se razlikuje od marmelade uglavnom po tome što se pravi samo od jedne vrste voća, tj. od cijelih plodova ili većih komada zrela voća koji se moraju vidjeti u džemu. Radi prirodne boje, mirisa i okusa džemu se može dodati do 5% prirodnog voćnog soka. Džem mora imati prirodan okus i miris voća od kojeg je napravljen, a ne smije sadržavati neupotrebljive dijelove kao što su koštice, peteljke i sl.